# Pris
Pris är värdesumman av en produkt eller tjänst som konsumenten betalar vid köptillfället. Det är den summan som kunder ger för att få fördelar av produkten genom att använda den.
Baspris är priset kunden betalar för en vara eller tjänst, exkluderat externa kostnader, såsom skatt, produktion och transport som betalas av säljaren.

## Pris som marknadsföringsmedel
Historisk sett har pris haft betydande påverkan av köparens val. Pris är också en av den mest flexibla delen av marknadsföringsmixen. Till skillnad från produktfunktioner och hur företaget ska marknadsföra sig, kan priset förändras fort. Pris har en direkt påverkan på ett företags resultat, förändringen av priset kan generera en ökning eller minskning gällande lönsamheten. I en del av ett företags totala värde spelar priset en viktig roll i att skapa kundvärde och bygga kundrelationer. Istället för att se prissättning som något svårt och jobbigt ska kunniga marknadsförare omfamna det. 

## Försäljningspris
Försäljningspris bestäms genom vad som efterfrågas och konkurrensen från andra produkter och företag. En produkt kan bli introducerad inom en specifik prisklass men kan därefter ändras beroende på hur behov och efterfrågan ser ut för produkten. Butiker och företag kan ha som grundidé att vara ett lågprisalternativ på marknaden med produkter som har lågt pris (till exempel Lidl, Willys, Dollarstore, Ikea) Det handlar bland annat om hur utbud och efterfrågan på produkten ser ut, kvalitet på produkten, kvantitet och hur lång tid företaget har lagt ner på att ta fram produkten för att produkten ska hamna inom rätt prisklass. Se: Prisanpassningsstrategier, Marknadsprissättning.

## Prissättningsstrategi
Prissättningsstrategi används av en säljare för att bestämma priset på en vara eller tjänst. Val av metod påverkas av den aktuella marknadssituationen, varans eller tjänstens priskänslighet och vad säljaren önskar åstadkomma i försäljningshänseende på kort och lång sikt. 
För att kunna sätta rätt pris på sina produkter använder sig företag av olika prissättningsstrategier: Värdebaserad prissättning, kostnadsbaserad prissättning eller konkurrensbaserad prissättning. Dessa strategier är olika i utförandet men har alla grundtanken att priset inte ligger under produktionskostnaden. Företag bör inte heller använda sig av ett orimligt pris då kunder kommer välja att köpa av andra konkurrenter. 